# Jesús Beneeix
Jesús Beneeix o Benedicció de Crist (Yesus Kase Berkat o Kristus Kase Berkat) és una estàtua de Jesucrist de Manado, Indonèsia.
Té 30 metres d'altura i està sobre un pedestal de 20 metres, el que suma un total de 50 metres. Està feta amb 25 tones de fibra de metall i 35 tones d'acer, i localitzada al cim de la propietat residencial CitraLand. Aquesta estàtua ha esdevingut una icona a la ciutat de Madado, esdevenint una de les escultures més altes d'Àsia i també de Jesucrist al món.
La idea va ser d'una immobiliària indonèsia anomenada Ir. Ciputra, quan ell estava amb la seva muller al lloc on va fer edificiar l'escultura. Van fer l'estàtua Manado i la societat North Sulawesi. La construcció va durar tres anys i la va fer Yogyakarta. El cost del monument va ser de cinc biliones de rúpies, uns 540.000 dòlars. Aquesta estàtua té un declivi de 20 graus i està feta de fibra i d'acer.